# Branca Camargo
Branca Camargo (São Paulo, 15 de fevereiro de 1968) é uma ex-atriz brasileira. Mudou-se para a Itália em 2001 após se casar.

## Filmografia

### Trabalhos na televisão
| Ano  | Título                  | Personagem      |
| ---- | ----------------------- | --------------- |
| 1997 | Os Ossos do Barão       | Débora          |
| 1996 | Antônio Alves, Taxista  | Claudine        |
| 1996 | Brava Gente             | Mulher de César |
| 1994 | Tropicaliente           | Estela          |
| 1994 | Vengeances              | Laura           |
| 1992 | Você Decide             | 1 episódio      |
| 1992 | As Noivas de Copacabana | Leiloca         |

### Trabalhos no cinema
| Ano  | Título                           | Personagem |
| ---- | -------------------------------- | ---------- |
| 2001 | Come si fa un Martini            | Francesca  |
| 2001 | Tainá - Uma Aventura na Amazônia | Isabel     |
| 1998 | Tráfico                          | Redhead    |
| 1995 | As Feras                         |            |
| 1991 | Barocco                          |            |